# Военно-научные общества
Военно-научные общества — общественные организации, объединяющие офицеров, находящихся в запасе или отставке. Являются добровольными военно-научными организациями офицеров, предназначенными для изучения и обобщения опыта войн и локальных конфликтов, а также участия в военно-патриотическом воспитании граждан.

## История создания Военно-научных обществ
В 1919 г. при клубе Академии Генерального штаба РККА была основана военно-историческая секция, главная цель которой состояла в том, чтобы организовать самостоятельную работу слушателей по изучению военной истории в соответствии с принципами марксизма.
Лишь в 1920 г., когда гражданская война и интервенция подходили к концу, появилась возможность поднять вопрос о создании постоянной военно-научной организации. 13 октября 1920 г. состоялось совещание актива академии с участием К. Е. Ворошилова, начальника Всевобуча Н. И. Подвойского, комиссара академии В. Д. Виленского-Сибирякова и других ответственных работников.
На совещании был сделан доклад о необходимости создания самостоятельной военно-научной организации, которая в центр внимания поставила бы изучение опыта гражданской войны. Там же была выделена комиссия, начавшая работу по вовлечению слушателей в эту организацию. В числе первых её активистов находились С. М. Белицкий, С. А. Венцов, А. М. Вольпе, К. П. Подгорецкий, И. М. Подшивалов, В. К. Триандафиллов, Р. С. Циффер.

### Причины появления военно-научного общества
Военно-научное общество возникло в то время, когда ещё не окончилась гражданская война и в академии обучалось много красных командиров, стремившихся восполнить свои практические знания теоретическим пониманием боевых операций, хода революционной классовой войны. Однако
профессорско-преподавательский состав главное внимание сосредоточивал на старых, «классических» образцах военного искусства. «В 1918 и 1919 гг. – писал М. Н. Тухачевский, – Красная Армия на фронтах выковывала свою мощь, свои организационные формы и вырабатывала свой командный и штабной состав. В центре дело обстояло гораздо хуже. Приходилось базироваться исключительно на старом офицерстве и генералитете, которые, не побывав на фронтах, очень медленно, не спеша, усваивали дух Красной Армии, проникались ее интересами, горестями и радостями. В военно-научной области господствовали метафизика, схоластика. Военное искусство объявлялось вечным и незыблемым... Конечно, не допускалось и мысли о том, что гражданская война может иметь какие бы то ни было особенности, какую бы то ни было свою собственную природу. Значение классовой борьбы совершенно игнорировалось, и считалось неприемлемым и недопустимым в какой бы то ни было мере пользоваться теорией марксизма при изучении военных вопросов».
Оторванность части преподавательского состава от живой действительности и побудила наиболее активных слушателей, поддержанных академической ячейкой РКП(б), выступить инициаторами создания военно-научной организации, которая способствовала бы восполнению недостатков обучения.Помимо Военно-научного общества при Военной академии РККА (так с августа 1921 г. стала называться Академия
Генерального штаба), вскоре и в других высших учебных заведениях Красной Армии стали возникать свои военно-научные организации. 17 октября 1921 г. было организовано отделение Военно-научного общества при Военно – электротехнической академии. Такое же отделение 20 ноября появилось в Инженерной академии. В марте следующего года начало работать отделение Военно-научного общества при Военно-хозяйственной академии.
Месяц спустя возникла организация Военно-научное общество при Высшей военно-химической школе. Затем к созданию Военно-научного общества приступили военные округа, соединения и части Красной Армии. В числе первых был Киевский военный округ (КВО), Военно-научное общество которого организовалось 13 января 1922г. на базе ранее существовавшей при штабе Юго-Западного фронта «Особой комиссии по изучению опыта империалистической и гражданской войн». Председателем правления ВНО КВО был избран видный советский военачальник И.Э. Якир.
Примерно в то же время были созданы отделения Военно-научного общества на Северном Кавказе, в Сибири и в других районах страны. В воинских частях появились первичные ячейки Военно-научного общества в виде военно-научных кружков. Вскоре местные отделения Военно-научного общества стали обращаться по всем вопросам, связанным с их работой, к Военно-научному обществу при Военной академии РККА, уже имевшей подготовленные научные кадры. Так постепенно за последней закрепилась роль центра по осуществлению самодеятельной научной работы в Красной Армии. Председателем правления Военно-научного общества при Военной академии РККА в 1923 г. был избран   М. В. Фрунзе, командовавший в то время войсками Украины и Крыма. Со временем Военно-научное общество превратилось во всеармейскую организацию. Поэтому идейное руководство им со стороны только академической ячейки РКП (б) было уже недостаточно. В связи с этим общее руководство перешло к Политическому управлению Реввоенсовета Республики (далее – ПУР).
Так как Военно-научное общество возникло с целью изучения опыта революционных войн, это определило и первоначальную его деятельность. Один из инициаторов создания Военно-научного общества говорил: «Мы стремились отвечать на все животрепещущие вопросы текущего момента. Только недавно ликвидировался десант Врангеля, а в Военно-научном обществе уже делается доклад на эту тему... . Не успел Врангель доехать из Крыма в Константинополь, как главнокомандующий делает сообщение в Военно-научном обществе о ликвидации Врангеля. Чем интересуется Красная Армия, чем она живет, на что она ждет ответа – вот содержание наших докладов». В Военно-научном обществе при Военной академии РККА делались сообщения о тех военных произведениях Ф. Энгельса, которые тогда ещё не были переведены на русский язык. В обществе обсуждался опыт Ноябрьской революции в Германии, слушались доклады о диалектике в военном деле, о военной доктрине. Военно-научное общество являлось той школой, в которой будущие командиры Красной Армии учились применять марксистскую теорию в военном деле.
Доклады и сообщения нередко вызывали оживленные дискуссии. Так, в 1921 г. Военно-научное общество при Военной академии РККА организовало широкое обсуждение докладов по военно-научной тематике, в котором участвовали М. Н. Тухачевский, профессора А. А. Незнамов, А. И. Верховский, А. А. Свечин, К. И. Величко, слушатели академии С. М. Белицкий, С. А. Венцов и другие. В докладах рассматривались вопросы, касающиеся характера будущей войны с империалистами, обсуждались наиболее яркие операции гражданской и первой мировой войн, изучались военно-технические новинки в армиях капиталистических государств. С сообщениями выступали такие крупные военачальники, как П. Е. Дыбенко, С. С. Каменев и другие.
Силами Военно-научного общества при академии был подготовлен ряд работ, опубликованных на страницах его изданий – журналов «Сборник трудов Военно-научного общества», «Красная Армия», «Военный зарубежник». Общество выпустило сборник «Иностранные армии», знакомивший с организацией войск буржуазных стран, книги о кавалерии, артиллерии, воздушном флоте, «Военно-политический словарь», издало серию брошюр под названиями «Библиотека красноармейца» и «Библиотека командира». Выход периодических изданий был налажен и некоторыми местными отделениями Военно-научного общества.
Таким образом, Военно-научные общества возникли в войсках и военно-учебных заведениях Красной Армии из небольших кружков и ячеек сразу же после окончания Гражданской войны. В те годы военной науке потребовалось обобщить опыт боев при отражении иностранной военной интервенции и борьбы с внутренней контрреволюцией и на основе анализа в короткие сроки разработать новую военную теорию.
Военно-научные кружки и ячейки в воинских частях охватили своей просветительной деятельностью командный и начальствующий состав, вплоть до младших командиров, у которых было огромное стремление к военным знаниям.
Так, ещё в 1924 году командир 39-го Бузулукского кавалерийского полка 7-й Самарской кавалерийской дивизии Г. Жуков в своем приказе потребовал: «Все собрания военно-научного характера проводить с участием младшего комсостава, о чем особых распоряжений отдаваться не будет».
Первые годы Военно-научное общество вело работу только в Красной Армии. В 1923 г. было признано необходимым начать через него пропаганду военных знаний и среди трудящихся. Зачинателями явились воронежцы. В марте на собрании военнослужащих и комполитсостава запаса было основано местное отделение Военно-научного общества, призванное руководить самостоятельной работой личного состава армии в области научных исследований, самообразования, а также военной пропагандой среди населения. Воронежское Военно-научное общество установило связи с гражданскими учреждениями, создало в них свои ячейки, устраивало для слушателей рабфака доклады «Война, ее значение и подготовка к ней» и «Организация воздушной обороны», направляло своих представителей в деревни для проведения бесед и чтения лекций. Президиум Военно-научного общества при Военной академии РККА отмечал, что основные моменты деятельности Воронежского Военно-научного общества – это «практическая постановка деятельности Военно-научного общества вне армии и увязка ее с партийными, профессиональными, советскими и
научными организациями и учреждениями».
Позднее к работе среди населения приступили и другие организации Военно-научного общества. Например, в программе окружной конференции Военно-научного общества Харьковского гарнизона, которая состоялась в октябре 1924 г., говорилось, что основной и ближайшей задачей общества является выделение ответственных работников для докладов на собраниях в гражданских учреждениях с целью пропаганды военного дела и вовлечения трудящихся в члены общества.

## Создание военно-научных обществ при гарнизонных Домах офицеров
На эту сторону дела обратило особое внимание I Всесоюзное совещание руководящего состава Красной Армии по военно-научным вопросам, проходившее 22 мая 1925 года в Москве. Совещание открыл начальник ПУР А. С. Бубнов, который подчеркнул необходимость развертывания работы Военно-научного общества в теснейшей связи со всеми партийными и советскими органами, массовыми рабочими и крестьянскими
организациями, со всеми трудящимися страны.
С докладом «Наше военное строительство и задачи Военно-научного общества» выступил председатель Реввоенсовета СССР, наркомвоенмор М. В. Фрунзе. «Нам нужно покрепче внедрить в сознание всего населения нашего Союза представление о том, – говорил он, – что современные войны
ведутся не одной армией, а всей страной в целом, что война потребует напряжения всех народных сил и средств, что война будет войной смертельной, войной не на жизнь, а на смерть, и что поэтому к ней нужна всесторонняя и тщательная подготовка еще в мирное время».
М. В. Фрунзе предложил построить работу Военно-научного общества таким образом, чтобы она не замыкалась рамками армии, а охватила широкие массы населения. При этом он отметил, что центр тяжести в научно-исследовательской работе общества следует перенести на изучение
непосредственных запросов повседневной жизни. Совещание сыграло большую роль в дальнейшей работе Военно-научного общества. Оно определило общество как широкую организацию всесоюзного значения и наметило дальнейшую развернутую программу его деятельности. На совещании был избран Центральный совет общества  и его Президиум. Председателем ЦС стал М. В. Фрунзе, его заместителями – А. С. Бубнов и замнаркомвоенмора И. С. Уншлихт, генеральным секретарем– Р. П. Эйдеман.
В Центральный совет вошли виднейшие военные деятели страны, а также ряд гражданских лиц. При ЦС Военно-научного общества были созданы агитационно-пропагандистская, организационная и научно-исследовательская комиссии. Председателем научно-исследовательской комиссии являлся начальник Штаба РККА С.С. Каменев. В эту комиссию входили секции тактическая, оперативная, военной истории и военного
искусства, подготовки страны к обороне. В январе 1926 г. в составе комиссии было организовано техническое бюро, в задачу которого, в частности, входило установление тесной связи с гражданскими научно-исследовательскими организациями и идейное руководство их работой в целях лучшего использования гражданской техники для обороны страны; организация и идейное руководство работой кружков Военно-научного общества и секций в гражданских технических учреждениях и учебных заведениях.
Отдельные организации Военно-научного общества стали привлекать трудящихся к практической деятельности:
- ознакомлению со стрелковым, саперно-маскировочным, военно-химическим делом и тактической подготовкой
- изучению оружия и уставов Красной Армии.

Правда, в целом Военно-научное общество продолжало ещё оставаться армейской организацией. Поэтому состоявшийся в марте 1926 г. I Всесоюзный съезд Военно-научного общества наметил дальнейшие пути превращения его в массовую общественную организацию. На съезде с речью о роли масс в военно-научной работе выступил Председатель ЦИК СССР М. И. Калинин, а также приняли участие видные военачальники. Об очередных задачах Военно-научного общества говорил на одном из заседаний съезда Председатель Реввоенсовета СССР К. Е. Ворошилов. Он отметил, что после Всесоюзного совещания 1925 г. работа Военно-научного общества оживилась, но важнейшее дело превращения Военно-научного общества в массовую общественную организацию ещё находится в зачаточном состоянии, в работу общества необходимо вовлекать многомиллионные массы трудящихся. Для этого следует связать Военно-научное общество с деятельностью партийных, профсоюзных, советских, комсомольских, хозяйственных и кооперативных организаций. Военно-научное общество объединяет людей, занятых исследовательской и
теоретической работой.
По решению 1-го съезда Военно-научные общества оформились во Всесоюзную организацию, призванную развивать военную науку, заниматься военно-научными исследованиями и подготовкой страны и армии к обороне. Следовательно, возникла другая задача – содействие организации обороны страны. В принятой съездом резолюции указывалось на необходимость усиления работы среди широких масс трудящихся, вовлечения в ряды общества новых членов, укрепления связи с общественными организациями.
Начали создаваться военно-научные общества при гарнизонных Домах офицеров, в том числе и в Белорусском военном округе, куда вошли командиры и комиссары, уволенные в запас или вышедшие в отставку.9 ноября 1956 года приказом Министра обороны СССР Маршала Советского Союза Георгия Жукова были определены задачи военно-научного общества, а 27 февраля 1957 года утверждено «Положение о Военно-научном обществе». В приказе от 27 февраля 1957 года № 181 Министр обороны СССР потребовал активизировать работу в области военно-научных исследований и в пропаганде военной истории, при этом шире использовать опыт прошлых войн (особенно Великой Отечественной войны) в учебном процессе и военно-патриотическом воспитании личного состава Вооруженных Сил.

## Современное состояние военно-научных обществ
После распада СССР военно-научные общества были воссозданы в некоторых странах СНГ:
- Военно-научное общество  при ФГБУ «ЦДРА» Минобороны России является добровольной творческой организацией генералов, адмиралов и офицеров, находящихся в запасе или в отставке, проявляющих интерес к военно-научной  работе в интересах Министерства обороны Российской Федерации и желающих принять активное участие  в его деятельности.

- Военно-научное общество - общественное объединение Республики Беларусь. Является добровольным любительским военно-научным объединением офицеров, находящихся в запасе(отставке), без образования юридического лица, предназначенным для изучения и обобщения опыта Великой Отечественной войны и локальных конфликтов, а также участия в воспитании граждан Республики Беларусь в духе патриотизма.